# Resultados do Carnaval de Campo Grande em 2008
Resultados do Carnaval de Campo Grande em 2008.

## Escolas de samba
| Grupo Especial | Grupo Especial          | Grupo Especial | Grupo Especial |
| Colocação      | Escola                  | Pontos         | Ref.           |
| -------------- | ----------------------- | -------------- | -------------- |
| 1º             | Igrejinha               | 293            | [ 1 ]          |
| 2º             | Unidos de Vila Carvalho | 289,5          | [ 1 ]          |
| 3º             | Unidos do Cruzeiro      | 287            | [ 1 ]          |
| 4º             | Catedráticos do Samba   | 278,5          | [ 1 ]          |
| 5º             | Cinderela Tradição      | 251,5          | [ 1 ]          |
| 6º             | Tradição do Pantanal    | 249            | [ 1 ]          |
| 7º             | União do Buriti         | 241,5          | [ 1 ]          |

| Grupo de Acesso | Grupo de Acesso         | Grupo de Acesso | Grupo de Acesso |
| Colocação       | Escola                  | Pontos          | Ref.            |
| --------------- | ----------------------- | --------------- | --------------- |
| 1º              | Unidos do Aero Rancho   | 269             | [ 1 ]           |
| 2º              | Unidos do São Francisco | 249             | [ 1 ]           |
| 3º              | Império das Moreninhas  | 233,5           | [ 1 ]           |

## Blocos
| Colocação | Bloco      | Pontos | Ref.  |
| --------- | ---------- | ------ | ----- |
| 1º        | Margaridas | 83     | [ 1 ] |
| 2º        | Bem-te-vi  | 69     | [ 1 ] |
| 3º        | Tereré     | 61     | [ 1 ] |